# Renata Cuneo
Renata Giovanna Cuneo (Savona, 5 ottobre 1903 – Savona, 1995) è stata una scultrice e ceramista italiana.

## Biografia

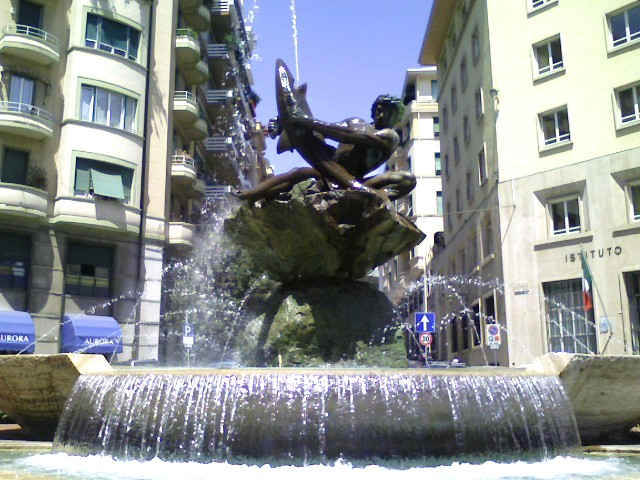
Fontana "del pesce"

Frequentò l'Accademia di belle arti di Firenze, perfezionandosi presso lo studio di Felice Carena.
Nel 1929 rientrò nella sua città natale, aderendo al futurismo e risultando influenzata nella sua ricerca artistica dalle opere di Arturo Martini.
Nel 1937 affronta i primi lavori su ceramica e nel 1942 divenne la prima donna ad esporre alla Biennale d'arte di Venezia con una mostra personale. Dagli anni cinquanta le sue opere si incentrano sulla natura religiosa della vita. 
Nel 1981 a Palazzo Strozzi, il comune di Firenze organizzò una mostra antologica delle sue opere.
Molte delle sue creazioni sono ora conservate nel Museo Renata Cuneo di Savona.

## Opere
- Ecce Homo (1977-78), scultura lignea
- Lotta tra uomo e squalo, scultura per fontana realizzata in piazza Marconi a Savona